# Bundesstraße 2
Pour les articles homonymes, voir B2 et Route B2.
La Bundesstraße 2 (abrégé en B 2) est une Bundesstraße reliant la frontière polonaise, près de Gartz, à la frontière autrichienne, près de Mittenwald, en passant par Berlin, Leipzig, Nuremberg, Augsbourg et Munich.

## Localités traversées
- Gartz
- Angermünde
- Berlin
- Potsdam
- Michendorf
- Beelitz
- Treuenbrietzen
- Wittemberg
- Kemberg
- Bad Düben
- Leipzig
- Zwenkau
- Zeitz
- Schleiz
- Gefell
- Töpen
- Hof
- Pegnitz
- Gräfenberg
- Forth
- Heroldsberg
- Nuremberg
- Schwabach
- Roth
- Pleinfeld
- Ellingen
- Weißenburg
- Monheim
- Kaisheim
- Donauworth
- Meitingen
- Gersthofen
- Augsbourg
- Mering
- Fürstenfeldbruck
- Munich
- Starnberg
- Weilheim in Oberbayern
- Murnau am Staffelsee
- Oberau
- Garmisch-Partenkirchen
- Mittenwald